# Lirneso
En la mitología griega, Lirneso (en griego antiguo: Λυρνησσός, latín: Lyrnessus) era un pueblo o ciudad que se encontraba en Dardania (Anatolia), habitada por cilicios. Estaba estrechamente unida con la vecina ciudad de Tebas. Durante la guerra de Troya, estando gobernada por un rey llamado Mines, fue asaltada por Aquiles. A la muerte del rey, su esposa viuda Briseida, fue tomada por Aquiles como trofeo de guerra.